# 宮里伸哉
宮里 伸哉（みやざと しんや、10月13日 - ）は、テレビ信州 (TSB) の元アナウンサー。

## 概要
宮崎県出身。青山学院大学卒業。
IT系企業からの転職者であり、2007年に中途採用で入社した。新潟テレビ21への入社前、テレビ朝日アスクに通っていたことがある。

## 担当番組

### テレビ信州
- news every.
- TSBニュース
- ゆうがたGet!（ニュースキャスター）

### 新潟テレビ21
- UXニュース（新潟テレビ21）[2]
- 全力LIVE（新潟テレビ21）
- スーパーJにいがた（新潟テレビ21） - 「ガッツリート」のコーナー担当[4]（2012年4月 - ）
- まるどりっ! - MC[5]（2014年 - 2016年）
- ふるさと応援宣言！2014 -にいがたステキ☆発見-（新潟テレビ21） - MC[6]
- ガッツリート 年末SP 〜そして次のステージ〜（新潟テレビ21） - ディレクター[5]